# Região Geográfica Intermediária de Imperatriz
A Região Geográfica Intermediária de Imperatriz é uma das cinco regiões intermediárias do estado brasileiro do Maranhão e uma das 134 regiões intermediárias do Brasil, criadas pelo Instituto Brasileiro de Geografia e Estatística (IBGE) em 2017.
É composta por 43 municípios, distribuídos em quatro regiões geográficas imediatas, localizando-se na região centro-sul do estado, abrangendo a região da Chapada das Mesas, a Chapada das Mangabeiras, o Alto Mearim e Grajaú, o Alto Parnaíba, a Região Metropolitana do Sudoeste Maranhense e a região tocantina. 
Sua população total estimada pelo Instituto Brasileiro de Geografia e Estatística (IBGE) para 1º de julho de 2018 é de 1 292 246 habitantes, distribuídos em uma área total de 131 549,800 km².
Imperatriz é o município mais populoso da região intermediária, com 258 016 habitantes, de acordo com estimativas de 2018 do Instituto Brasileiro de Geografia e Estatística (IBGE).

## Regiões geográficas imediatas
| Região geográfica imediata                   | Municípios | População Estimativa 2018 | Área (km²)  |
| -------------------------------------------- | --- | ------------------------- | ----------- |
| Região Geográfica Imediata de Imperatriz     | Amarante do Maranhão Buritirana Campestre do Maranhão Cidelândia Davinópolis Estreito Governador Edison Lobão Imperatriz João Lisboa Lajeado Novo Montes Altos Porto Franco Ribamar Fiquene São João do Paraíso São Pedro da Água Branca Senador La Rocque Vila Nova dos Martírios | 538 646                   | 25 916,601  |
| Região Geográfica Imediata de Barra do Corda | Arame Barra do Corda Fernando Falcão Formosa da Serra Negra Grajaú Itaipava do Grajaú Jenipapo dos Vieiras São Pedro dos Crentes Sítio Novo | 273 463                   | 33 103,462  |
| Região Geográfica Imediata de Açailândia     | Açailândia Bom Jesus das Selvas Buriticupu Itinga do Maranhão São Francisco do Brejão | 254 543                   | 15 358,276  |
| Região Geográfica Imediata de Balsas         | Alto Parnaíba Balsas Carolina Feira Nova do Maranhão Fortaleza dos Nogueiras Loreto Nova Colinas Riachão Sambaíba São Félix de Balsas São Raimundo das Mangabeiras Tasso Fragoso                                                                                                   | 225 594                   | 57 171,461  |
| Total                                        | 43 | 1 292 246                 | 131 549,800 |